# Cyanotis flexuosa
Cyanotis flexuosa är en himmelsblomsväxtart som beskrevs av Charles Baron Clarke. Cyanotis flexuosa ingår i släktet Cyanotis och familjen himmelsblomsväxter. Inga underarter finns listade.